# Liste der Monuments historiques in Branscourt
Die Liste der Monuments historiques in Branscourt führt die Monuments historiques in der französischen Gemeinde Branscourt auf.

## Liste der Objekte
| Bezeichnung                                                     | Beschreibung                           | Standort                     | Kennzeichnung | Schutzstatus | Datum | Bild |
| --------------------------------------------------------------- | -------------------------------------- | ---------------------------- | ------------- | ------------ | ----- | ---- |
| Skulptur eines heiligen Bischofs                                | Stein, bezeichnet 1511                 | in der Kirche St-Remi (Lage) | PM51001733    | Classé       | 2006  |      |
| Skulptur Heiliger Laurentius                                    | Stein, farbig gefasst, 16. Jahrhundert | in der Kirche St-Remi (Lage) | PM51001854    | Inscrit      | 2003  |      |
| Skulptur Madonna                                                | Stein, 15. Jahrhundert                 | in der Kirche St-Remi (Lage) | PM51000107    | Classé       | 1908  |      |
| Gedenktafel für Remy Barbier, Inspekteur der Pariser Hafenwache | Stein, bezeichnet 1741                 | in der Kirche St-Remi (Lage) | PM51000108    | Classé       | 1915  |      |